# Teorema de Cayley-Bacharach

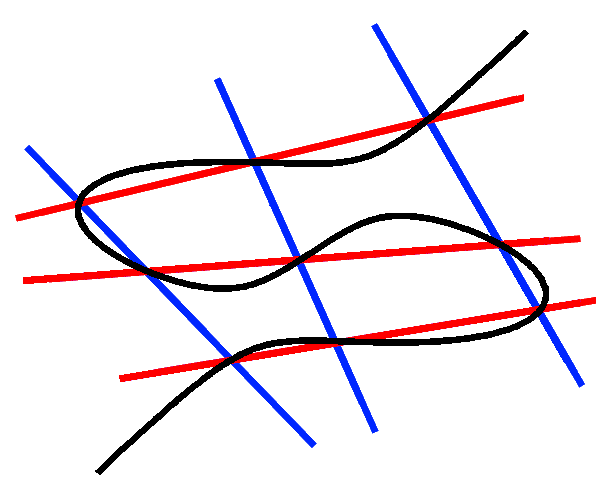
Dues corbes cúbiques planes (el grup de tres rectes vermelles i el grup de tres rectes blaves) es creuen en nou punts. Si una tercera cúbica (color negre) passa per vuit d'aquests nou punts, necessàriament passa pel novè punt

El teorema de Cayley-Bacharach és un teorema en el camp de la geometria algebraica. Afirma que, en certs casos, les corbes algebraiques que travessen part de les interseccions de dues corbes algebraiques, han de contenir totes aquestes interseccions. En particular, una corba cúbica que passa a través de vuit de les nou interseccions d'altres dues corbes cúbiques, també conté l'última intersecció. Aquesta declaració va ser formulada i provada per primera vegada per Michel Chasles.
El teorema generalment porta el nom d'Arthur Cayley i Isaak Bacharach, els que van suggerir o provar generalitzacions del mateix.

## Declaració
En la redacció de Chasles, el teorema expressa el següent:
| Si dues corbes cúbiques es creuen en el pla projectiu en nou punts diferents, cada corba cúbica que passa a través de vuit d'aquests punts també conté el novè. |

Segons el teorema de Bézout, 9 és el nombre màxim possible de diferents interseccions, sempre que les dues corbes no tinguin un component comú. Sobre un cos algebraicament tancat, aquest nombre màxim sempre s'assoleix si els punts són tots diferents.
Cayley va generalitzar la proposició. En la versió original, però, no té algunes condicions importants i la seva demostració també contenia diverses llacunes. Basant-se en els treballs d'Alexander von Brill i Max Noether, Bacharach va poder resoldre aquestes deficiències i presentar una generalització correcta en la seva conferència inaugural de 1881. En una publicació posterior, va formular la generalització de la següent manera:
| Dues corbes algebraiques d'ordre {\displaystyle d_{1}} i {\displaystyle d_{2}} es creuen en {\displaystyle d_{1}d_{2}} punts diferents, de manera que cada corba algebraica d'ordre {\displaystyle k} (amb {\displaystyle k\geq d_{1}}, {\displaystyle k\geq d_{2}} i {\displaystyle k\leq d_{1}+d_{2}-3}) passant per tots els punts d'intersecció menys {\displaystyle {d_{1}+d_{2}-k-1 \choose 2}}, també passarà per la resta dels punts, llevat que aquests {\displaystyle {d_{1}+d_{2}-k-1 \choose 2}} punts pertanyin a una corba d'ordre {\displaystyle d_{1}+d_{2}-k-3}. |

Per a {\displaystyle d_{1}=d_{2}=k=3} es dedueix el teorema de Chasles.

## Demostració
{\displaystyle \Gamma } és un conjunt de punts en l'espai projectiu, formant així els polinomis de cert grau {\displaystyle d} que passen per tots els punts de {\displaystyle \Gamma }, que formen un espai vectorial. La codimensió d'aquest espai vectorial en l'espai vectorial de tots els polinomis de grau {\displaystyle d}, indica com les corbes algebraiques de grau {\displaystyle d} queden restringides per l'elecció dels punts de {\displaystyle \Gamma }.
Per als punts en una posició general, s'espera que aquesta codimensió coincideixi amb el nombre de punts, perquè cada punt implica una condició lineal en el polinomi.
L'espai vectorial de tots els polinomis homogenis de tres variables i de grau {\displaystyle d} té la dimensió {\displaystyle {d+2 \choose 2}}. En el cas de les cúbiques, amb d=3, la dimensió es 10. Es denomina {\displaystyle \Gamma } al conjunt de nou interseccions i {\displaystyle \Gamma '\subset \Gamma } a un subconjunt de 8 elements, de manera que s'espera de {\displaystyle \Gamma '} una codimensió de 8. Però també per {\displaystyle \Gamma } això dona una codimensió màxima de 8, ja que amb els dos polinomis que defineixen les dues cúbiques donades, ja hi ha dos polinomis linealment independents que passen per tots els punts de {\displaystyle \Gamma }.
De fet, es pot demostrar que la codimensió de {\displaystyle \Gamma } i de {\displaystyle \Gamma '} coincideix, i així, cada cúbica que passa per tots els punts de {\displaystyle \Gamma '}, també passa a través de tots els punts de {\displaystyle \Gamma }.

## Aplicacions

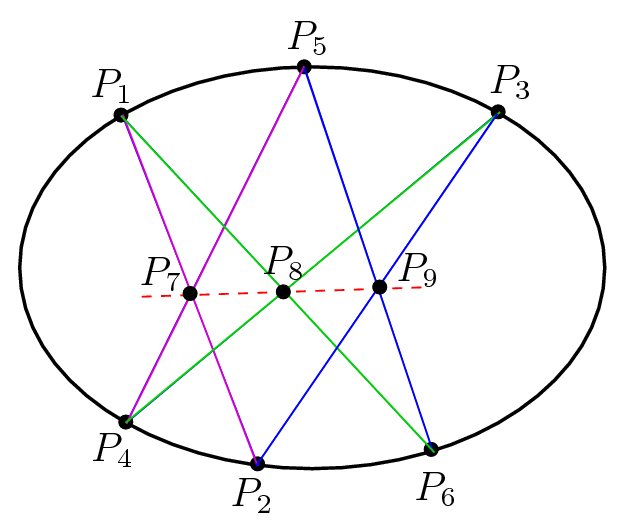
Teorema de Pascal
Addició de punts en una corba el·líptica

### Teoremes de Pappos i de Pascal
Tant el teorema de Pappos com el teorema de Pascal són casos especials del teorema de Cayley-Bacharach. Siguin {\displaystyle P_{1},\dots ,P_{6}} sis punts en una secció cònica. Formant les sis línies rectes {\displaystyle P_{1}P_{2}},{\displaystyle P_{3}P_{4}} i {\displaystyle P_{5}P_{6}} per una banda i {\displaystyle P_{2}P_{3}}, {\displaystyle P_{4}P_{5}} i {\displaystyle P_{6}P_{1}} d'altra banda, es tenen dues línies cúbiques que es creuen en nou punts, és a dir, en {\displaystyle P_{1},\dots ,P_{6}} així com en els tres punts d'intersecció {\displaystyle P_{7}}, {\displaystyle P_{8}} y {\displaystyle P_{9}}. La secció cònica juntament amb la línia recta que passa per {\displaystyle P_{7}} i {\displaystyle P_{8}} formen una cúbica que passa per vuit dels punts, així que d'acord amb el teorema de Cayley-Bacharach, també passa per {\displaystyle P_{9}}. En conseqüència, {\displaystyle P_{7}}, {\displaystyle P_{8}} i {\displaystyle P_{9}} són colineals, d'acord precisament amb el teorema de Pascal. El teorema de Pappos també es pot deduir de manera anàloga.

### Operació de grup en corbes el·líptiques
Amb l'ajuda del teorema de Cayley-Bacharach, és fàcil provar la llei associativa per a l'addició de punts en corbes el·líptiques: siguin {\displaystyle P}, {\displaystyle Q} i {\displaystyle R} tres punts en una corba el·líptica, i {\displaystyle O} el punt que representa l'element neutre. Llavors es formen les tres rectes {\displaystyle QR}, {\displaystyle O(P+Q)} i {\displaystyle P(Q+R)} que defineixen una cúbica, així com les tres línies rectes {\displaystyle PQ}, {\displaystyle O(Q+R)} i {\displaystyle R(P+Q)}, que defineixen una segona cúbica. Les interseccions d'aquestes dues cúbiques són {\displaystyle P}, {\displaystyle Q}, {\displaystyle R}, {\displaystyle O}, {\displaystyle P+Q}, {\displaystyle Q+R}, {\displaystyle -P-Q} (en la recta {\displaystyle O(P+Q)} i {\displaystyle PQ}) {\displaystyle -Q-R} (en la recta {\displaystyle QR} i {\displaystyle O(Q+R)}), així com la intersecció de {\displaystyle P(Q+R)} i {\displaystyle R(P+Q)}. La corba el·líptica conté els primers vuit punts, inclòs l'últim.
En conseqüència, {\displaystyle -P-(Q+R)=-R-(P+Q)} i així {\displaystyle (P+Q)+R=P+(Q+R)}.